# Cá mè
Cá mè là một số loài cá nước ngọt, cùng họ với cá chép, có thân dẹp, đầu to, vẩy nhỏ, trắng (Theo định nghĩa trong từ điển trực tuyến của Trung tâm Từ điển). Một số từ điển song ngữ Việt-Anh, Việt-Pháp dịch cá mè là Hypophthalmichthys.
Định nghĩa này chưa bao gồm hết các loài cá mè trong tiếng Việt. Dưới đây liệt kê một số loài cá mè, tất cả thuộc họ cá chép (Cyprinidae), trong lãnh thổ Việt Nam.

## Chi Cá mè trắng
Chi Cá mè trắng (Hypophthalmichthys) có thể gọi là chi cá chép đầu to. Chi này chỉ có 3 loài, cả ba loài đều là cá bành trướng ở Trung Quốc và Việt Nam. Có thể gọi là cá mè phương bắc. Ba loài của chi Hypophthalmichthys là:
- Hypophthalmichthys harmandi - Cá mè trắng Việt Nam
- Hypophthalmichthys molitrix - Cá mè trắng Hoa Nam
- Hypophthalmichthys nobilis (đồng nghĩa: Aristichthys nobilis, Leuciscus nobilis) - Cá mè hoa.

Loài cuối cùng có tên gọi trong tiếng Pháp và tiếng Anh được dịch theo đúng nguyên văn sang tiếng Việt thành cá chép đầu to, thí dụ tên tiếng Anh: bighead carp; những nước nói tiếng Đức, căn cứ vào màu vảy có vân, có tên gọi dịch sang tiếng Việt thành cá chép vân cẩm thạch (Marmorkarpfen). Loài này cũng có ở Việt Nam. Sự thật thì cả ba loài đều có đầu to và có màu trắng, dễ lầm lẫn.

## Chi Cá mè phương nam
Theo Fish Base hiện nay chi này (Osteochilus) có 35 loài. Có thể gọi là cá mè phương nam. Trong danh sách của Đại học Cần Thơ, cá trong lưu vực sông Cửu Long có 4 loài thuộc chi Chi Cá mè phương nam:
- Osteochilus melanopleurus - Cá mè hôi
- Ostechilus schlegelii - Cá mè hương
- Osteochilus hasseltii - Cá mè lúi
- Osteochilus spilopleura - Cá linh rìa

Cá linh rìa còn có tên khoa học là Cirrhinus spilopleura và Cirrhinus molitorella; xếp cá linh rìa vào chi Cirrhinus có lẽ đúng hơn vì chiều dài cá này, nếu xét theo tỷ lệ cân xứng của hình dạng thì nó quá dài khi xếp vào chi Osteochilus. Tuy nhiên, hiện nay Fish Base coi danh pháp chính thức của nó là Cirrhinus molitorella.

## Chi Cá he đỏ
Một loài cá khác cũng được gọi là cá mè là cá mè vinh, cá này từ xưa được đặt tên là cá trà vinh. Cá trà vinh hay cá mè vinh thuộc chi Cá he đỏ (Barbonymus). Chi này có 5 loài sinh sống ở các nước Đông Nam Á:
- Barbonymus altus: Cá he vàng
- Barbonymus balleroides
- Barbonymus collingwoodii
- Barbonymus gonionotus: Cá mè vinh, cá trà vinh.
- Barbonymus schwanenfeldii: Cá he đỏ, cá kim sơn.

## Niên vụ
Hiện cá mè chưa là một nhóm cá có niên vụ đáng kể ở Việt Nam, nhưng trong tương lai có triển vọng phát triển mạnh mẽ trong ngành cá nuôi với chi cá mè Hypophthalmichthys, tức cá mè phương Bắc. Tuy chi cá mè Hypophthalmichthys thuộc vào hạng cá nuôi chủ yếu ở phương bắc nhưng còn trong tình hình tự phát, không có thống kê chính thức. Những loài cá mè phương nam thuộc chi Ostechilus, vì độ sâu của chúng sống và vì mực độ tăng trưởng chậm, khó có thu hoạch cao trong ngành nuôi cá. Cá mè lúi có thể là cá xuất khẩu dưới hình thức cá cảnh. Cá trà vinh hay cá mè vinh có tương lai trong ngành du lịch cho người thích câu cá vì loài này cần một nghệ thuật câu rất đặc biệt.

## Cá mè trong đời sống người Việt
- Trong người Việt, giống như các loài các nước ngọt khác, cá mè được chế biến rất đa dạng như làm mắm, làm khô, chế biến làm các món ăn như kho, hấp, nướng, chiên, và làm các món gia vị như gỏi, nấu cháo,...
- Thành ngữ:

Cá mè một lứa